# El Maresme-Fòrum (metropolitana di Barcellona)
El Maresme-Fòrum è una stazione della linea 4 della metropolitana di Barcellona e anche una stazione della T4 del Trambesòs, le due stazioni formano un piccolo nodo intermodale all'interno del quartiere del Maresme, del distretto di Sant Martí di Barcellona.
La stazione della metropolitana fu inaugurata nel 2003 all'interno della già esistente L4 e la stazione del tram fu inaugurata nel 2004, assieme al primo tratto della linea del Trambesòs.
La zona nella quale si trova la stazione è relativamente disabitata, visto che sorge all'interno del Parc del Fòrum (parco del Forum). Il periodo di maggior afflusso di questa stazione fu durante il Forum Universale delle Culture del 2004, l'evento che promosse la costruzione della stazione della metropolitana e di quella della Linea T4 del Trambesòs.